# Панин, Илья Васильевич
Илья Васильевич Панин (1 августа 1897 года, Тамбов — 10 сентября 1982 года, там же) — советский военный деятель, генерал-майор (4 июня 1940 года).

## Начальная биография
Илья Васильевич Панин родился 1 августа 1897 года в Тамбове.

## Военная служба

### Первая мировая и гражданская войны
В мае 1916 года призван в ряды Русской императорской армии и направлен в 288-й запасной пехотный полк, дислоцированный в Калуге, где служил рядовым, младшим унтер-офицером и командиром отделения. В марте 1917 года направлен в 3-й Сибирский стрелковый полк (1-я Сибирская стрелковая дивизия), в составе которого назначен на должность командира отделения и принимал участие в боевых действиях на Западном фронте. В марте 1918 года демобилизован из рядов армии.
В июле 1918 года призван в ряды РККА и направлен в во 2-й Тамбовский социалистический полк (16-я стрелковая дивизия), в составе которого красноармейцем, адъютантом полка и командиром батальона принимал участие в боевых действиях в районе станции Лексикова, станицы Каменская, под Острогожском, Ростовом-на-Дону и Новочеркасском против войск под командованием П. Н. Краснова.
В феврале 1920 года Панин назначен на должность помощника начальника штаба 47-й бригады в составе 16-й стрелковой дивизии, которая летом этого же года передислоцирована на Западный фронт, после чего во время советско-польской войны принимала участие в боевых действиях на реке Аута, в районе Пултуска, Ружан и на реке Свислочь.
26 октября 1920 года направлен на учёбу в объединённую военную школу 2-й ступени Западного фронта, дислоцированную в Смоленске, после окончания которой 9 декабря 1921 года назначен на должность начальника оперативного отделения штаба Западного фронта.

### Межвоенное время
В июне 1922 года И. В. Панин назначен на должность начальника оперативной части штаба 1-й пограничной дивизии, в августе — на должность начальника штаба дивизии, в декабре этого же года — на должность командира батальона 1-го пограничного полка в составе 1-й пограничной дивизии.
В феврале 1923 года направлен в 9-й отдельный пограничный батальон Белорусской ССР, где служил на должностях командира роты, начальника батальонной учебной школы, адъютанта отряда, помощника коменданта учебной комендатуры по строевой части.
В октябре 1924 года направлен на учёбу в Высшую пограничную школу ОГПУ в Москве, после окончания которой 29 августа 1925 года назначен на должность помощника инспектора боевой подготовки пограничной охраны Белорусского округа, а в июне 1926 года — на должность помощника начальника по строевой части 18-го погранотряда Белорусской ССР.
В марте 1929 года Панин направлен на учёбу в Военную академию имени М. В. Фрунзе, после окончания которой по 1-му разряду в марте 1932 года назначен на должность начальника штаба 2-й школы пограничной охраны и войск ОГПУ имени Ф. Э. Дзержинского, дислоцированной в Харькове, а в октябре 1933 года — на должность начальника и военкома 4-й школы пограничной охраны и войск ОГПУ в Саратове, преобразованной вскоре в Саратовское военное училище пограничной охраны войск НКВД. Должность начальника училища занимал в 1933—1936 годах.
С января 1937 года находился в резерве Главного управления войск охраны НКВД, затем — в распоряжении 5-го управления Красной Армии, а с января 1940 года — в распоряжении отдела спецзаданий Генштаба. В период с октября 1937 по май 1940 года Панин находился в спецкомандировке в Западном Китае в качестве военного советника в составе Синьцзянской армии.
8 октября 1940 года назначен на должность командира 54-й стрелковой дивизии (Ленинградский военный округ).

### Великая Отечественная война
С началом войны дивизия под командованием генерал-майора И. В. Панина в составе 7-й армии (Северный фронт) вела оборонительные боевые действия в районе Кировской железной дороги по направлении на Ухту, Кемь, Реболы и ст. Кочкома и затем — непосредственно за Ухту.
В апреле 1942 года назначен на должность начальника тыла 26-й армии (Карельский фронт), которая вела оборонительные боевые действия на кестеньгском, ухтинском и ребольском направлениях.
6 июля 1944 года назначен на должность командира 45-й стрелковой дивизии, которая вскоре принимала участие в преследовании противника на кандалакшском и кестеньгском направлениях, Петсамо-Киркенесской наступательной операции и освобождении городов Кестеньга, Петсамо, Киркенес.
С ноября 1944 года дивизия под командованием И. В. Панина занимала оборону на шоссе Мурманск — Петсамо и в январе 1945 года была включена в состав Беломорского военного округа.

### Послевоенная карьера
После окончания войны находился на прежней должности.
В марте 1946 года направлен на учёбу на Высшие академические курсы при Высшей военной академии имени К. Е. Ворошилова, после окончания которых в январе 1947 года назначен на должность начальника штаба 8-го гвардейского воздушно-десантного корпуса, а в июне 1954 года — на должность начальника Казанского суворовского военного училища.
Генерал-майор Илья Васильевич Панин 13 сентября 1957 года вышел в отставку по болезни. Умер 10 сентября 1982 года в Тамбове. Похоронен на Петропавловском кладбище города.

## Награды
- Орден Ленина (21.02.1945);
- Четыре ордена Красного Знамени (22.01.1922, 03.11.1944, 19.11.1944, 20.06.1949);
- Медали;
- Два наградных оружия от Коллегии ОГПУ СССР (1928, 1932);
- Знак «Почётный сотрудник ВЧК — ОГПУ — НКВД» (29.08.1936).

## Воинские звания
- полковник (23.12.1935)
- комбриг (26.02.1938)
- генерал-майор (04.06.1940)[5]